# 1589 Fanatica
Az 1589 Fanatica (ideiglenes jelöléssel 1950 RK) a Naprendszer kisbolygóövében található aszteroida. Miguel Itzigsohn fedezte fel 1950. szeptember 13-án.